# Nicoletta Braschi
Nicoletta Braschi (ur. 19 kwietnia 1960 w Cesenie) – włoska aktorka. Międzynarodową sławę zyskała dzięki współpracy z mężem, aktorem i reżyserem Roberto Benignim, z którym zagrała w wielu popularnych filmach, tj.: Potwór (Il mostro, 1994), Życie jest piękne (La Vita e' bella, 1997) oraz Pinokio (Pinocchio, 2002). Ponadto, współpracowała z amerykańskim reżyserem Jimem Jarmuschem.

## Życiorys
Studiowała w Rzymie w Accademia di Arte Drammatica. Pierwszy raz spotkała się na planie filmowym z Benignim w 1983, w komedii Tu Mi Turbi. Wystąpiła w głównej roli u Jarmuscha Poza prawem (Down by Law, 1986) i Mystery Train (1989). W 1991 wystąpiła w głównej roli jako Maria we włoskiej komedii Johnny Wykałaczka (Johnny Stecchino). 
W 2018 Alice Rohrwacher powierzyła jej rolę markizy Alfonsiny De Luna w nagradzanej tragikomedii Szczęśliwy Lazzaro. Za tę rolę Braschi została nominowana do włoskiej nagrody David di Donatello dla najlepszej aktorki drugoplanowej w 2018 roku.
Zasiadała w jury konkursu głównego na 52. MFF w Berlinie (2002) oraz w jury sekcji "Cinéfondation" na 66. MFF w Cannes (2013).